# بخش بیرک
بخش بیرک، یکی از بخش‌های شهرستان مهرستان در استان سیستان و بلوچستان ایران است. مرکز این بخش، روستای چاهوک است.

## تقسیمات کشوری
- بخش بیرک
  - دهستان بیرک
  - دهستان بیرک شرقی

## جمعیت
بر پایه سرشماری عمومی نفوس و مسکن در سال ۱۳۹۵، جمعیت بخش بیرک برابر با ۱۱٬۰۵۷ نفر بوده‌است.